# 山勝百貨店
山勝百貨店（やまかつひゃっかてん）は、かつて岐阜県に存在した日本の百貨店。

## 概要
1915年（大正6年）3月1日に岐阜市本町1丁目で山田勝之助が「合資会社山勝洋服店」を設立し、紳士服の仕立販売を行ったのが始まりである。
しかし、第二次世界大戦中の企業整備に伴い、1942年（昭和17年）12月に「合資会社山勝洋服店」を解散した。
1947年（昭和22年）9月に岐阜市神田町9丁目に「山勝商工株式会社」を設立し、雑貨販売を主力として事業を再開。
1950年（昭和25年）7月8日には資本金50万円で「山田産業株式会社」を設立して、衣料品の販売を主力とした。
その後の事業拡大を進め、1955年（昭和30年）2月に「山勝百貨店株式会社」と商号を変更した。
2階建て・延床面積約520坪の店舗を1959年（昭和34年）4月に取り壊し、建て替えて1960年（昭和35年）5月に鉄骨鉄筋コンクリート造り地下1階・地上4階（塔屋2階）の新店舗を完成させた。
この新店舗は、エレベーターやエスカレーターを設置した冷暖房完備の建物で、全国初の屋上駐車場を併設していた。
この新店舗の開設時点では、1階と2階のみを直営の売り場で、他のフロアは貸店舗として別会社（（株）ストアセンターと（株）スーパーセンター）として、百貨店業法の許可を得ていない形の営業形態であった。
1961年（昭和36年）5月に「株式会社山勝」と商号を変更した。
1963年（昭和38年）6月28日に正式に百貨店としての許可され、丸物百貨店岐阜店に次ぐ2番目の百貨店となった。
1973年（昭和48年）3月に西武百貨店と資本提携し、
南側に隣接している喜久屋本社ビルの3階から7階までを賃借して増床し、同年12月26日に新装開店した。
1976年（昭和51年）3月19日に近隣にダイエー岐阜店が開業した影響を受け、同年7月に百貨店を廃業。
店舗跡には、同年9月23日に「岐阜パルコ」として新装開店し、同店はパルコの地方進出第1号店となった。
しかし、その岐阜パルコも2006年（平成18年）8月20日に閉店することになった。

## 年表
- 1915年（大正6年）3月1日[1] - 岐阜市本町1丁目で山田勝之助が「合資会社山勝洋服店」（紳士服の仕立販売）を設立し、創業[2]。
- 1942年（昭和17年）12月 - 第二次世界大戦中の企業整備に伴い、「合資会社山勝洋服店」を解散[1]。
- 1947年（昭和22年）9月 - 岐阜市神田町9丁目に「山勝商工株式会社」を設立し、雑貨販売を主力として事業を再開[2]。
- 1949年（昭和24年）1月 - 「山勝殖産株式会社」を設立[1]。
- 1950年（昭和25年）7月8日 - 資本金50万円で「山田産業株式会社」を設立[2]。
- 1955年（昭和30年）
  - 2月 - 「山勝百貨店株式会社」と商号変更[2][1]。
  - 12月 - 「山勝殖産株式会社」を解散[1]。
- 1959年（昭和34年）4月 - 旧店舗を解体開始[2]。
- 1960年（昭和35年）5月 - 鉄骨鉄筋コンクリート造り地下1階・地上4階（塔屋2階）の新店舗完成[2]。
- 1961年（昭和36年）5月 - 「株式会社山勝」と商号変更[2][1]。
- 1963年（昭和38年）6月28日 - 正式に百貨店として許可[6]。
- 1973年（昭和48年）
  - 3月 - 西武百貨店と資本提携[10]
  - 12月26日 - 喜久屋本社ビルの3階から7階に増床[11]。
- 1976年（昭和51年）
  - 7月 - 百貨店を廃業[4]。
  - 9月23日 - 「岐阜パルコ」として新装開店[12]。
- 2006年（平成18年）8月20日 - 「岐阜パルコ」閉店[13]。